# 2. deild islandzka w piłce nożnej
2. deild karla (isl. 2. deild karla í knattspyrnu) – jest trzecią klasą rozgrywkową w piłce nożnej na Islandii. Rozgrywki toczą się w jednej grupie, która zawiera 12 zespołów.

## Zwycięzcy rozgrywek
- 1966 Selfoss - (Selfoss)
- 1967 FH - (Hafnarfjörður)
- 1968 Völsungur - (Húsavík)
- 1969 Ármann – (Reykjavík)
- 1970 Þróttur N. – (Neskaupstaður)
- 1971 Völsungur – (Húsavík)
- 1972 Þróttur N. – (Neskaupstaður)
- 1973 ÍBÍ – (Ísafjörður)
- 1974 Víkingur Ó. – (Ólafsvík)
- 1975 Þór A. – (Akureyri)
- 1976 Reynir S. – (Sandgerði)
- 1977 Fylkir – (Reykjavík)
- 1978 Selfoss – (Selfoss)
- 1979 Völsungur – (Húsavík)
- 1980 Reynir S. – (Sandgerði)
- 1981 Njarðvík – (Njarðvík)
- 1982 Víðir – (Garður)
- 1983 Skallagrímur – (Borgarnes)
- 1984 Fylkir – (Reykjavík)
- 1985 Selfoss – (Selfoss)
- 1986 Leiftur – (Ólafsfjörður)
- 1987 Fylkir – (Reykjavík)
- 1988 Stjarnan – (Garðabær)
- 1989 KS – (Siglufjörður)
- 1990 Þróttur R. – (Reykjavík)
- 1991 Leiftur – (Ólafsfjörður)
- 1992 Tindastóll – (Sauðárkrókur)
- 1993 Selfoss – (Selfoss)
- 1994 Skallagrímur – (Borgarnes)
- 1995 Völsungur – (Húsavík)
- 1996 Dalvík – (Dalvík)
- 1997 HK – (Kópavogur)
- 1998 Víðir – (Garður)
- 1999 Tindastóll – (Sauðárkrókur)
- 2000 Þór A. – (Akureyri)
- 2001 Haukar – (Hafnarfjörður)
- 2002 HK – (Kópavogur)
- 2003 Völsungur – (Húsavík)
- 2004 KS – (Siglufjörður)
- 2005 Leiknir R. – (Reykjavík)
- 2006 Fjarðabyggð – (Fjarðabyggð)
- 2007 Haukar – (Hafnarfjörður)
- 2008 ÍR – (Reykjavík)
- 2009 Grótta – (Seltjarnarnes)
- 2010 Víkingur Ólafsvík – (Ólafsvík)
- 2011 Tindastóll/Hvöt – (Sauðárkrókur/Blönduós)
- 2012 Völsungur – (Húsavík)
- 2013 HK – (Kópavogur)
- 2014 Fjarðabyggð – (Fjarðabyggð)
- 2015 Huginn – (Seyðisfjörður)
- 2016 ÍR – (Reykjavík)
- 2017 Njarðvík – (Njarðvík)
- 2018 Afturelding – (Mosfellsbær)
- 2019 UMF Leiknir – (Fáskrúðsfjörður)
- 2020 Kórdrengir – (Reykjavík)*
- 2021 Þróttur Vogum – (Vogar)
- 2022 Njarðvík – (Njarðvík)
- 2023 Dalvík/Reynir – (Dalvík)
- 2024 Selfoss – (Selfoss)